# Parti philosophique

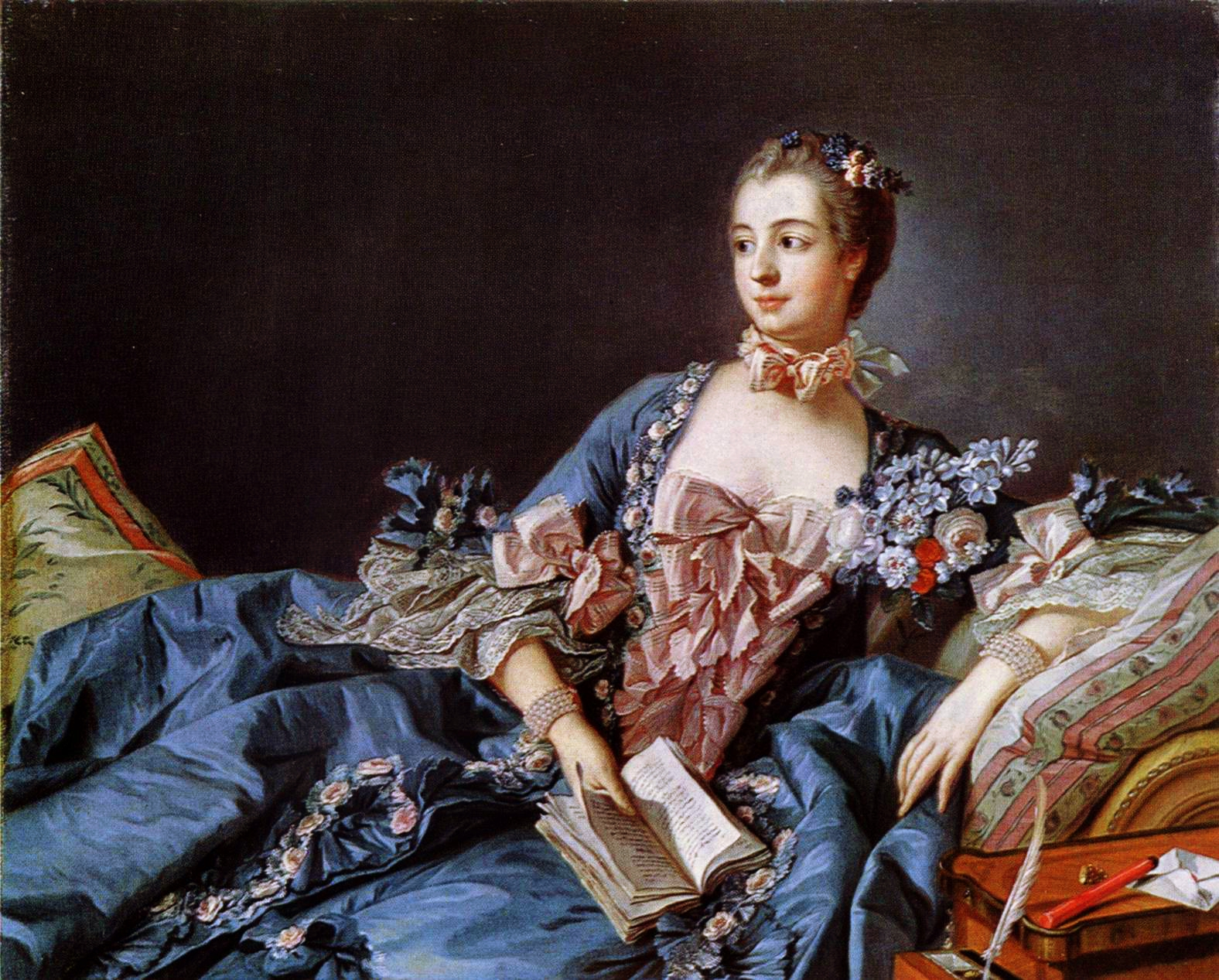
Madame de Pompadour

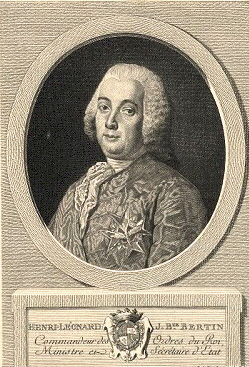
Henri Léonard Jean Baptiste Bertin

Parti philosophique („partia filozofów”) liberalno-materialistyczna oświeceniowa fakcja na dworze francuskim w XVIII wieku, opozycyjna wobec „dewotów” (parti devot - Maria Leszczyńska, Emmanuel de Vignerot du Plessis). „Filozofowie” wyznawali deizm i sprzeciwiali się pozycji kościoła katolickiego. Frakcji filozoficznej przewodziła madame de Pompadour, protektorka takich filozofów jak Voltaire i Diderot. Walka stronnictw rozpoczęła się po przybyciu madame de Pompadour na dwór (1745), a zwłaszcza w latach pięćdziesiątych gdy powstawała Wielka Encyklopedia Francuska. Spośród polityków do partii należeli René Louis de Voyer de Paulmy d’Argenson i Henri Léonard Jean Baptiste Bertin.